# Моисей (Чигвинцев)
Моисей Уфимский (в миру Николай Иванович Чигвинцев; 27 июля 1913, деревня Бобровка, Челябинский уезд, Оренбургская губерния — 3 июня 1982, Уфа) — архимандрит Русской православной церкви.
Канонизирован Русской православной церковью в лике преподобного.

## Жизнеописание
Николай Иванович Чигвинцев родился 27 июля 1913 года в деревне Бобровка Троицкого района, Челябинской области, в крестьянской семье.
В 1924 году окончил сельскую школу. С 1924 по 1929 годы занимался сельским хозяйством с отцом.
В пятнадцать лет он тайком ушел из дома, добрался до Уфы, устроился на Паровозоремонтный завод станции «Уфа» Куйбышевской железной дороги. Был кочегаром, помощником машиниста.
В свободное от поездок время Николай Иванович спешил в Сергиевский храм. Жил Николай Чигвинцев то в землянке у городского Сергиевского кладбища, то в сарае, который приспособил под жилье, то в бане, то в каретнике. До 1936 года он работал на железной дороге. С 1936 по 1937 год находился на военной службе. С 1937 по 1945 годы работал рабочим.
Ещё не став священнослужителем, Николай привлекал к себе внимание. Ходил по улицам Уфы в лаптях, в длинном деревенском, подпоясанном кушаком, кафтане. В войлочной шапке, с деревянным крестом и иконочками на груди. Мальчишки толпой бегали за ним, дразнили юродивым, дурачком, дергали за полы, хватали за руки. Иногда бросали в него палками и камнями. Все оскорбления переносил спокойно, без обид. Однажды признался: «У меня сегодня счастливый день, меня много ругали, но не били».
Настоятель Сергиевской церкви давно приметил странного молитвенника, и в 1945 году Николаю предложили принять монашеский постриг. Через несколько месяцев иеромонах Моисей стал исполнять в Сергиевском соборе обязанности священника.
19 августа 1945 году архиепископом Уфимским и Башкирским Иоанном (Братолюбовым) рукоположён в сан иеродиакона.
27 сентября 1945 года архиепископом Иоанном назначен на псаломщическое место к Сергиевской кафедральной города Уфы.
17 апреля 1946 года Архиепископом Уфимским и Башкирским Иоанном награждён набедренником, ко дню святой Пасхи 1951 года Патриархом Алексием награждён наперсным крестом. «Судим не был, на оккупированной территории не был, от воинской обязанности освобожден».
Иеромонах Моисей вёл праведный образ жизни. Его заслуженно называли истинным монахом-аскетом.
Своего жилья у него не было, долго жил в тесноте около Сергиевского кладбища в баньке у церковного старосты Павла Тимофеевича Башарина. Баня маленькая, батюшке приходилось спать в полусидячем положении. Толком и не спал, чуть подремлет, и все. Потом уж хотели его в Архиерейский дом поселить, но он не согласился. «Куда мне, убогому!» В подвале жить согласился, только не в доме. Был очень худым, так как ел две картошки на день, кусок хлеба и луковицу.
Обладал дарами прозорливости, предвидения, исцеления по молитве. По молитвам архимандрита Моисея верующие исцелялись. Приезжали к нему за исцелением из разных городов — из Белорецка, Стерлитамака, Мелеуза, Свердловска, Челябинска, Киева, с Севера.
Архимандрита Моисея принимали в Киево-Печерской, в Псково-Печерской, в Сергиево-Троицкой лаврах. Там он считался прозорливым старцем, столпом православия в Уфе.
Отец Моисей был духовником епархии, а в последние годы жизни и настоятелем кафедрального собора.
Скончался 3 июня 1982 года. В последний путь его провожала значительная часть горожан Уфы. Похоронен в Уфе на Дёмском кладбище.
29 мая 2001 года Синодальная Комиссия по канонизации святых признала Моисея Уфимского святым.
В 2002 году мощи преподобного Моисея были перенесены с Демского кладбища в Сергиевский кафедральный собор, а могилу святого на Демском кладбище каждый день посещают страждущие исцеления и утешения люди.
Преподобному Моисею обращаются за помощью обрести смирение и кротость, незлобиво и благодушно переносить хулу и гонения, тяжелые жизненные обстоятельства, ему молятся о защите детей и сродников, уехавших из дома на учёбу или в командировку.